# Zaligou
Le zaligou est un plat traditionnel algérien.

## Origine et étymologie
Ce mets est originaire de la ville de Constantine[réf. à confirmer]. Son nom provient de l'arabe citadin de Constantine, signifiant « haricot vert ».

## Description
Il s'agit d'un plat à base de haricots verts préparés dans une sauce rouge à la tomate, parfumés à l'ail et à l’échalote, et accompagnés d'une viande d'agneau.